# University of Massachusetts Press
Les University of Massachusetts Press, que l'on peut traduire par « Presses universitaires du Massachusetts » sont une maison d'édition américaine fondée en 1963 et associée à l'université du Massachusetts à Amherst.